# گائل میس
گائل میس (به انگلیسی: Gaelle Mys) ژیمناست زادهٔ ۱۶ نوامبر ۱۹۹۱ میلادی اهل کشور بلژیک است.